# Avia BH-33
L’Avia BH-33 est un avion de chasse tchécoslovaque de l'entre-deux-guerres. Dernier appareil d’une lignée de biplans dessinés par les ingénieurs Pavel Beneš et Miroslav Hajn, cet avion fut adopté, pour des raisons diverses, par les pays membres de la Petite Entente. Quelques exemplaires étaient encore en service au début de la Seconde Guerre mondiale.

## Origine et développement
En 1927, un moteur en étoile de 9 cylindres, le Gnome et Rhône Jupiter, fut monté à titre expérimental sur un chasseur Avia BH-21. Les essais du prototype, désigné BH-21J, révélèrent un excellent taux de montée, mais la vitesse horizontale n’était que faiblement améliorée malgré l’augmentation de puissance. Il parut donc intéressant de redessiner partiellement le fuselage du BH-21 pour l’adapter à un moteur en étoile. Dernier avion dessiné par le tandem Pavel Beneš et Miroslav Hajn pour Avia et premier avion des deux ingénieurs à posséder d’origine un plan fixe de dérive, le prototype du BH-33 se présentait donc comme un classique biplan construit en bois, avec une voilure et un empennage entoilés, reposant sur un train classique à essieu.
Le prototype effectua ses premiers essais en 1927. Les essais se révélèrent décevants, ce qui conduisit à essayer d’adapter d’autres versions du même moteur, d’origine anglaise cette fois. Deux autres prototypes furent donc construits avec la désignation BH-33-1 mais des moteurs différents : un Bristol Jupiter VI optimisé pour les missions de moyenne altitude et un Bristol Jupiter VII optimisé pour les missions à haute altitude. Ces deux prototypes volèrent en septembre 1928. Un mois plus tard le BH-33-1 à moteur Jupiter VII fut chronométré à 269 km/h et montait à 7 000 m en 15 minutes. Des performances jugées acceptables pour le ministère de la Défense tchécoslovaque qui acheté les deux prototypes et passa commanda 5 exemplaires de présérie. Ces derniers furent équipés de lance-bombes sous les plans inférieurs. 3 BH-33-1 furent vendus à la Belgique et 1 à la Pologne, qui acheta une licence.

## Les versions

### Avia BH-33
Il s'agissait d'un prototype extrapolé du BH-21J.

### Avia BH-33-1
Deux prototypes et 5 appareils de série ont été construits pour le ministère de la Défense tchécoslovaque. 3 exemplaires furent vendus à la Belgique et 1 à la Pologne.

### PWS-A
L’aviation militaire polonaise cherchant à remplacer au plus vite ses Blériot-SPAD S.61 (en), et les chasseurs nationaux PZL P.1 ou PWS-10 (en) n’étant pas encore prêts, testa un BH-33-1 puis acheta en 1928 une licence de production pour 50 exemplaires. PZL devait produire une présérie de 10 exemplaires mais la production principale fut assurée par PWS qui livra à l’armée polonaise 50 PWS-A (pour PWS-Avia) à partir de 1930. Les appareils polonais furent équipés de moteurs Jupiter IV importés, développant seulement 420 ch, ce qui limitait leur vitesse maximale à 242 km/h. Ils se distinguaient aussi extérieurement par l’adoption d’un train d’atterrissage à essieu brisé.

### Avia BH-33E
Malgré sa désignation cet appareil, dont le prototype prit l’air en mai 1929, avait peu de points communs avec le BH-33-1 : le fuselage en bois à flanc plat était remplacé par une structure tubulaire en acier soudé et l’atterrisseur à essieu droit par un ensemble à essieu brisé. Le bâti-moteur était conçu pour recevoir soit un Jupiter VI soit un Jupiter VII suralimenté sous un carénage plus efficace ; carénage qu’il fut nécessaire de modifier durant les essais car le moteur surchauffait. Le BH-33E était plus rapide de 10 km/h en palier et montait un peu plus vite. Cet appareil permit en 1929 au capitaine Malkovsky de présenter ses talents de pilote de voltige à Paris et 2 BH-33E furent achetés par la Tchécoslovaquie pour les besoins de l’équipa nationale de voltige participant au Concours de la Petite Entente. Un de ces appareils fut par la suite rééquipé d’un Jupiter VII. Si le ministère de la Défense tchécoslovaque préféra le BH-33L, le BH-33E fut exporté en URSS (2 appareils) et en Yougoslavie, pays qui devait construire ce chasseur sous licence.

### Avia BH-33H
Cet appareil était un BH-33 remotorisé expérimentalement en août 1929 avec un moteur en étoile BMW Hornet de 525 ch. L’appareil sera rebaptisé Avia BH-133, mais pas produit en série.

### Avia BH-33L
En 1929 débutèrent les essais d’une nouvelle version du BH-33, conservant le fuselage et le train d’atterrissage du BH-33E mais avec une nouvelle voilure à plans égaux en envergure, celle-ci étant allongée, et surtout un moteur 12 cylindres en V Skoda L développant 580 ch au décollage et 450 ch en régime continu. Ce moteur refroidi par eau était monté derrière le radiateur frontal, donnant au BH-33L un faux-air de SPAD. Ce moteur permettait au biplan d'atteindre 315 km/h à 1 500 m, et bien que les performances en altitudes soient inférieures à celles du BH-33E, le BH-33L fut commandé à 81 exemplaires par le ministère tchécoslovaque de la Défense. Armés à l’origine de 2 mitrailleuses Vickers Mk.28 de 7,7 mm, ils furent progressivement rééquipés de Vz.28 de 7,92 mm.

## Les utilisateurs

### Allemagne
On connaît au moins une photo montrant des Avia BH-33 aux couleurs allemandes. Il semble pourtant que ce biplan largement dépassé au début de la Seconde Guerre mondiale ait été peu utilisé par la Luftwaffe. Les appareils tchécoslovaques furent transformés en cellules d’instruction statique en 1938, 2 furent cédés à la Slovaquie et 7 des 11 BH-33 capturés en Yougoslavie en avril 1941 furent rétrocédés à la Croatie.

### Belgique
3 BH-33-1 furent livrés en 1929 à l’Aviation militaire. L’idée d’une production sous licence fut envisagée, puis abandonnée.

### Croatie
7 BH-33E capturés par la Wehrmacht en Yougoslavie en avril 1941 furent transférés à l’aviation croate.

### Espagne
Un unique BH-33, d’origine et de type indéterminé, peint entièrement en blanc, fit une brève apparition dans le ciel espagnol durant la Guerre civile. Il semble qu’il ait perdu ses mitrailleuses et le système de synchronisation de tir en vol.

### Grèce
5 BH-33E ont été achetés en Yougoslavie en mars 1935.

### Japon
L’unique BH-33L l’aviation mandchoue fut saisi par les troupes impériales et soigneusement étudié par les techniciens japonais.

### Mandchoukouo
1 BH-33L livré en 1931 et rapidement récupéré par le Japon (voir ci-dessus).

### Pologne
Les PWS-A ont équipé les escadrilles 121 et 122 jusqu’en 1933, puis ont été affectés à l'entraînement à la chasse jusqu’en 1935. Ils sont surtout connus pour avoir été utilisés par une patrouille de voltige menée par le Capitaine Bayana, les trois appareils utilisés étant liés du décollage à l’atterrissage par des rubans de couleurs. Avia tenta de livrer également à la Pologne un ou deux BH-33E mais on lui préféra le PWS-10 (en).

### Slovaquie
2 BH-33L furent cédés par la Luftwaffe en 1939.

### Tchécoslovaquie
Après avoir acheté 5 BH-33-1 et 2 BH-33E, le ministère de la Défense tchécoslovaque passa commande de 81 Avia BH-33L Les quatre premiers participèrent au Trophée de Vitesse de la Petite Entente, le capitaine Soukup emportant l’épreuve à 298 km/h, devant un BH-33E. Sous la désignation militaire Ba.33, ce monoplace a équipé le 4e Régiment d’aviation et les escadrilles de chasse des 1er et 4e régiments mixtes. Remplacés au milieu des années 1930 par le célèbre Avia B.534, cet avion réputé maniable et agréable à piloter fut alors affecté aux missions d’école, en particulier à l’École des Cadets de Prosteyove. Les appareils encore en état de vol au moment de l’occupation allemande furent transformés en cellules d’instruction au sol par les autorités allemandes, à l’exception de deux appareils cédés au régime slovaque, dont on perd rapidement la trace.

### Union soviétique
Deux BH-33E furent achetés pour évaluation dans le cadre du plan d’importation de 1928, une production sous licence étant même envisagée. En effet un BH-33 coûtait 13 000 roubles sans moteur, alors que le chasseur national I-4 coûtait 35 000 roubles à produire. Équipés de moteurs Jupiter VII, ces appareils reçurent les immatriculations [1004] et [1005]. Le premier fut livré en mai 1929 au NII VVS, mais en août il fut nécessaire de changer le moteur, ce qui n’était pas simple. Il ne reprit donc l’air qu’en août 1931, le premier vol étant interrompu car l’appareil commençait à se désintégrer en vol. Entre-temps était apparu en URSS un nouveau chasseur, le I-5, et la question de l’acquisition d’une licence ne se posait donc plus. Les archives tchèques indiquent 3 avions vendus à l'URSS, celles de l’Armée rouge n’indiquent que 2 appareils, mais il est possible qu’un des biplans livrés ait été remis directement à un bureau d’études (OKB) pour y être étudié, sans avoir jamais été remonté en état de vol.

### Yougoslavie
Après un essai préliminaire d’un BH-33-1, trois BH-33E [2001/2003] furent achetés en 1929 pour évaluation approfondie. Un de ces appareils étant perdu durant les essais il fut remplacé par un appareil neuf [2004], puis 20 monoplaces à moteur Jupiter VI de 450 ch furent commandés en 1931 [2005/2024]. Cette commandé étant assortie d’une licence de production, l’usine Ikarus devait également construire entre janvier 1934 et mars 1937 vingt-deux BH-33E [2025/2046], dont 5 cédés à la Grèce en 1935. Les avions produits par Ikarus recevaient des moteurs Jupiter 9Ad de 420 ch produits sous licence Gnome et Rhône par IAM, qui remplacèrent progressivement les Jupiter VI sur les avions livrés par Avia. En 1939, ces biplans furent relégués au rôle d’avions d'entraînement à la chasse, mais 2 exemplaires restaient en première ligne en avril 1941, assurant la défense de Podgorica. Un fut abattu par le Staffelkapitän de l’escadrille 7./JG 26, Joachim Müncheberg, le second mitraillé au sol, le 6 avril. Les troupes allemandes devaient capturer 11 BH-33, dont 7 furent rétrocédés aux forces croates, les Italiens saisissant également un BH-33.